# Krystyna, córka Lavransa
Krystyna, córka Lavransa (Kristin Lavransdatter) – cykl powieści historycznych autorstwa norweskiej pisarki Sigrid Undset (1882–1949), składający się z trzech części: Wianek (1920), Żona (1921) i Krzyż (1922). Krystyna, córka Lavransa powstała jako uzupełnienie dwuczęściowej powieści Olaf syn Auduna, a oba dzieła przyniosły autorce Literacką Nagrodę Nobla w 1928 roku, którą przyznano Undset „szczególnie za jej wspaniałe opisy życia w średniowiecznej Skandynawii”.
Powieści ukazały się po raz pierwszy w Polsce w roku 1929 w tłumaczeniu Wandy Kragen.
Krystyna, córka Lavransa została zekranizowana w 1995 roku w reżyserii Liv Ullmann.

## Tematyka
Akcja Krystyny, córki Lavransa rozgrywa się w pierwszej części XIV wieku, w czasach rządów Håkana V Magnussona i jego wnuka Magnusa Eriksona w Norwegii. Główną bohaterką jest Krystyna, córka chłopa Lavransa z Sel w dolinie Gudbrandsdalen. Cykl powieści opisuje życie Krystyny od czasu, gdy jest dziewczynką, do momentu, gdy umiera jako stara wdowa. Tło historyczne przedstawione w powieści charakteryzuje dbałość o detale: jedzenie, życie gospodarstwa, użycie broni, praktyki religijne i normy moralne. „Undset udało się połączyć ze sobą dopracowaną sztukę narracyjną sag, poezję pieśni ludowych i doniosłość żywotów świętych i stworzyć z nich własny język, który równocześnie wydaje się świeży, jak i starodawny” – zauważył pisarz Hans Herbjørnsrud.
Treść konfliktu w powieści jest naznaczona współczesnością pisarki, Sigrid Undset sama wskazywała, że konflikty w jej powieściach historycznych są oparte na doświadczeniach współczesnych jej ludzi. W wywiadzie dla czasopisma Urd z 1909 roku powiedziała:
„Średniowieczny styl nie jest zastygłą skorupą martwego życia umysłowego. W islandzkich sagach, duńskich pieśniach rycerskich, w niemieckim minnesangu, ludzkie uczucia i myśli, uniwersalne dla wszystkich czasów, znalazły stałą i zwartą formę oraz wyraz artystyczny. Oczywiste jest, że nie należy próbować na nowo pisać sag albo pieśni rycerskich, albo minnesangów. Ale jeśli zdejmie się tę warstwę wyobrażeń i myśli, która pochodzi z naszych czasów, wejdzie się w świat średniowiecza i zobaczy życie z perspektywy tamtych czasów – i że jest ono takie samo jak to współczesne. I jeśli spróbuje się zwięźle przekazać to, co się widziało, forma nieubłaganie staje się podobna. A pisze się jak o własnych, współczesnych czasach. Powieści można pisać tylko ze swojej współczesności”.
W dziełach Undset znajduje się wiele „intertekstów”, które odnoszą się do pieśni ludowych, zauważa Liv Bliksrud – pochodzą one z Biblii, liturgii, żywotów świętych, kronik, średniowiecznych listów, wspomnień ludowych, sag i innych źródeł literackich. O historycznej wiarygodności powieści Krystyna, córka Lavransa pisał badacz średniowiecznej Skandynawii Magnus Olsen:
„Kiedy czytam jej powieść [...], często może się zdarzyć, że muszę powiedzieć samemu sobie: Jest ona naprawdę tak blisko tego mało znanego i rzadko cytowanego źródła! Mogę tak powiedzieć o słowie, zwrocie, małej sytuacji, ale nigdy nie jest tak, że Undset „pożycza” sobie jakiś charakterystyczny detal, nie, ona zawsze robi z niego coś własnego, osadza go i wykorzystuje zgodnie ze swoimi potrzebami literackimi”.

## Wianek
Pierwsza część cyklu opowiada o dzieciństwie i młodości Krystyny i jej bliskiej relacji z ojcem, chłopem Lavransem. Mieszkają oni w majątku Jørundgård w Sel w dolinie Gudbrandsdalen. Zgodnie z ówczesnym zwyczajem, Krystynę dość wcześnie obiecano jako żonę dla kogoś, kogo wybrali sami rodzice, czyli Simona Darre. Kiedy Krystyna uczy się w klasztornej szkole w Oslo, spotyka tam Erlenda, który ratuje ją z napaści rozbójników. Erlend i Krystyna zakochują się w sobie.
Erlend jest piękny i czarujący. Nie ma najlepszej reputacji, ale miłość zawładnęła Krystyną i dziewczyna nie może się jej oprzeć. Wchodzi w pełną namiętności relację z Erlendem i jest zdecydowana przy nim pozostać, wbrew woli rodziców.
Wybór Krystyny powoduje konflikt z rodzicami, w dodatku ojciec Lavrans jest w konflikcie z matką Ragnfrid. Wybór Krystyny przezwycięża jednak opór rodziców i powieść kończy się rozmową między rodzicami Krystyny, po ślubie Krystyny i Erlenda.

## Żona
Część druga, Żona, opowiada o Krystynie jako matce i żonie w majątku Husaby w Skaum. Miłość do Erlenda nie jest już tak silna, a życie z nim nie jest takie, jakiego oczekiwała. Krystyna bierze na siebie odpowiedzialność za gospodarstwo i dzieci. Erlend jest lekkomyślny i beztroski i wielokrotnie ją bije. Krystyna mu wybacza, ale nie udaje się jej o tym zapomnieć.
Krystyna walczy również z wyrzutami sumienia w związku z rodzicami, zwłaszcza ojcem, ale również wobec Boga. Postanawia wybrać się na pielgrzymkę pokutną do Świętego Olafa w Nidarosdomen, aby uzyskać odpuszczenie swoich grzechów. Do grobu Olafa idzie boso i kładzie na nim wianek.

## Krzyż
Powieści Krzyż kończy opowieść o losach Krystyny, Erlenda i ich dzieciach. Krystyna obawia się, że ich synowie będą podobni do lekkomyślnego i czarującego ojca.
Miłosna walka między starzejącymi się rodzicami jest dogłębnie opisana. Pewnego dnia Krystyna mówi, co myśli o zachowaniu Erlenda, po czym wyjeżdża on z ich gospodarstwa. Ze względu na synów, Krystyna podążą za nim w góry, by spróbować się z nim pogodzić. Erlend mówi Krystynie, że zawsze ją kochał i wspólnie przeżywają jeszcze krótkie chwile szczęścia, zanim on umiera. Stara i wyczerpana Krystyna zostaje przyjęta jako zakonnica do klasztoru Rein. W końcu odnajduje tam spokój i może zostawić za sobą ciągnącą się całe życie walkę między sobą, a Bogiem. Nadchodzi czarna śmierć i w ostatnich dniach życia Krystyna próbuje pomagać ludziom wokół niej. Ten dobry uczynek ma odkupić grzechy, jakie popełniła w życiu i uzyskać przebaczenie od Boga. Krystyna umiera jako stara kobieta na chorobę, która ją otacza, czyli dżumę.